# Flower Mound
Flower Mound è un centro abitato degli Stati Uniti d'America, situato nella contea di Denton dello Stato del Texas. Fa parte della Dallas-Fort Worth Metroplex.
La popolazione era di 64.669 persone al censimento del 2010.

## Geografia fisica
Flower Mound è situata a 33°01′54″N 97°04′44″W (33.031741, -97.078818).
Secondo lo United States Census Bureau, ha un'area totale di 112.3 km² (43.4 mi²). 105.9 km² (40.9 mi²) di terreno e 6.5 km² (2.5 mi², 5.76%) d'acqua.

## Società

### 2000
Secondo il censimento del 2000, c'erano 50.702 persone, 16.179 nuclei familiari e 14.269 famiglie residenti nella città. La densità di popolazione era di 479,0/km² (1,240.4/mi²). C'erano 16.833 unità abitative a una densità media di 159,0/km² (411.8/mi²). La composizione etnica della città era formata dal 90,24% di bianchi, il 2,92% di afroamericani, lo 0,35% di nativi americani, il 3,05% di asiatici, lo 0,05% di isolani del Pacifico, l'1,77% di altre razze, e l'1,61% di due o più etnie. Ispanici o latinos di qualunque razza erano il 5,63% della popolazione.
C'erano 16.179 nuclei familiari di cui il 56,8% aveva figli di età inferiore ai 18 anni, l'80,6% erano coppie sposate conviventi, il 5,4% aveva un capofamiglia femmina senza marito, e l'11,8% erano non-famiglie. Il 9,1% di tutti i nuclei familiari erano individuali e l'1,1% aveva componenti con un'età di 65 anni o più che vivevano da soli. Il numero di componenti medio di un nucleo familiare era di 3,000 Sq. Ft. e quello di una famiglia era di 3,34. Most homes (approx. 80%) erano built during the population boom of the 1990s.
La popolazione era composta dal 34,8% di persone sotto i 18 anni, il 4,2% di persone dai 18 ai 24 anni, il 39,5% di persone dai 25 ai 44 anni, il 18,8% di persone dai 45 ai 64 anni, e il 2,7% di persone di 65 anni o più. L'età media era di 33 anni. Per ogni 100 femmine c'erano 99,2 maschi. Per ogni 100 femmine dai 18 anni in giù, c'erano 95,9 maschi.
Il reddito medio di un nucleo familiare era di 95.416 dollari, e quello di una famiglia era di 98.055 dollari. I maschi avevano un reddito medio di 69.467 dollari contro i 41.317 dollari delle femmine. Il reddito pro capite era di 34.699 dollari. Circa il 2,2% delle famiglie e il 2,5% della popolazione erano sotto la soglia di povertà, incluso il 2,7% di persone sotto i 18 anni e l'1,8% di persone di 65 anni o più.

### 2010
Al 2010 United States Census, c'erano 64.669 persone e 14.269 famiglie in 21.570 unità abitative. La densità di popolazione era di 1,562 persone per miglio quadrato (603 /km²). La composizione etnica della città era formata dall'83,9% di bianchi, il 3,2% di afroamericani, lo 0,1% di nativi americani, l'8,6% di asiatici, lo 0,1% di isolani del Pacifico, e il 2,2% di due o più etnie. Ispanici o latinos di qualunque razza erano l'8,4% della popolazione.
Il numero di componenti medio di un nucleo familiare era di 3,07 persone. Al 2011, il reddito medio per un nucleo familiare era di 118.763 dollari, e quello di una famiglia era di 126.336 dollari. I maschi avevano un reddito medio di 95.284 dollari contro i 56.692 dollari delle femmine. Il reddito pro capite era di 44.042 dollari. Circa il 2% delle famiglie e il 3,4% della popolazione erano sotto la soglia di povertà, incluso il 3,5% di persone sotto i 18 anni e l'1,1% di persone di 65 anni o più.